# GIJA
Gasoducto de Integracion Juana Azurduy (GIJA) — один із газопроводів для постачання болівійського природного газу до Аргентини.
З початку 1970-х років Болівія експортувала до південного сусіда продукцію родовищ центрального департаменту Санта-Крус, для чого використовувався газопровід Yabog. У кінці XX століття аргентинські потреби в імпорті газу короткочасно зменшились, проте після кризи 2004 року знову з'явився стійкий попит на болівійський газ. На той час родовища Санта-Крус були переважно вичерпані, проте на самому кордоні з Аргентиною в департаменті Тариха відкрили великі ресурси, зокрема на родовищі Маргарита. Для видачі їх на експорт у липні 2011 року ввели в дію новий газопровід GIJA.
Довжина болівійської ділянки трубопроводу 13 км, аргентинської (від кордону до нафтогазопереробного заводу, створеного на базі родовища Кампо Дюран) 35 км. Маршрут в основному пролягає в одному коридорі з газопроводом діаметром 200 мм від іншого болівійського газового родовища Madrejones. Діаметр системи складає 950 мм, пропускна потужність на першому етапі — 2,8 млрд м³ на рік з перспективою збільшення до 10 млрд м³. Введення в дію GIJA сприяло зростанню експорту болівійського газу, проте для досягнення запланованих показників знадобиться певний час, потрібний для збільшення видобутку на самому родовищі Маргарита.
Постачання по GIJA планується використовувати для газифікації провінцій північного сходу Аргентини, яка здійснюватиметься в рамках розпочатого 2015 року спорудження газопровідної системи GNEA (починається в названому вище Кампо Дюран).